# Haïk (vêtement)
Pour les articles homonymes, voir Haïk.

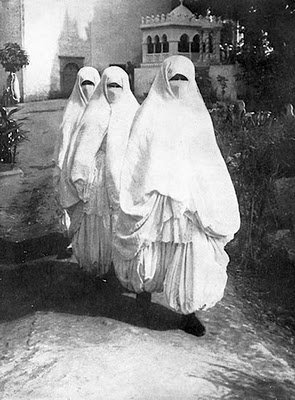
Haïk porté par des femmes à Alger.

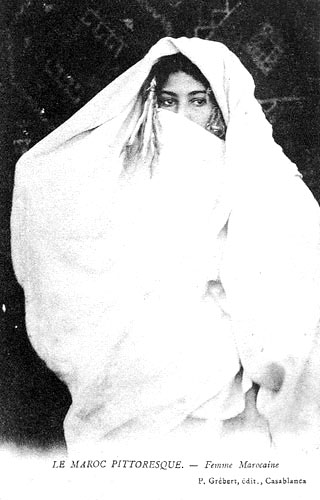
Haïk porté par une femme au Maroc.

L'aadjar, complément du haïk

Le haïk (arabe : الحايك) est un vêtement féminin algérien, porté en Algérie et au Maroc. Il est constitué d'une étoffe rectangulaire recouvrant tout le corps, longue — six mètres sur 2,2 mètres —, enroulée puis maintenue à la taille par une ceinture et ramenée ensuite sur les épaules pour y être fixée par des fibules. Il peut être blanc ou noir. Il rappelle le mlaya de l'est algérien, le ksaa de l'ouest algérien[C'est-à-dire ?], et le sefsari en Tunisie. 
Emblématique de la guerre d'indépendance algérienne, le haïk est un symbole du rôle des femmes dans la libération du pays.

## Histoire

### Origine

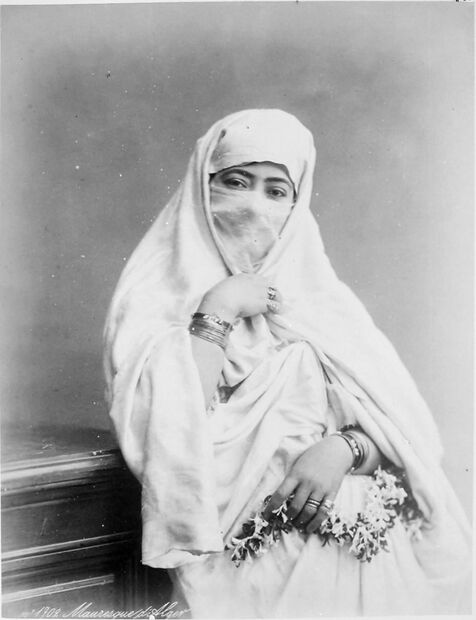
Mauresque d'Alger 1884.

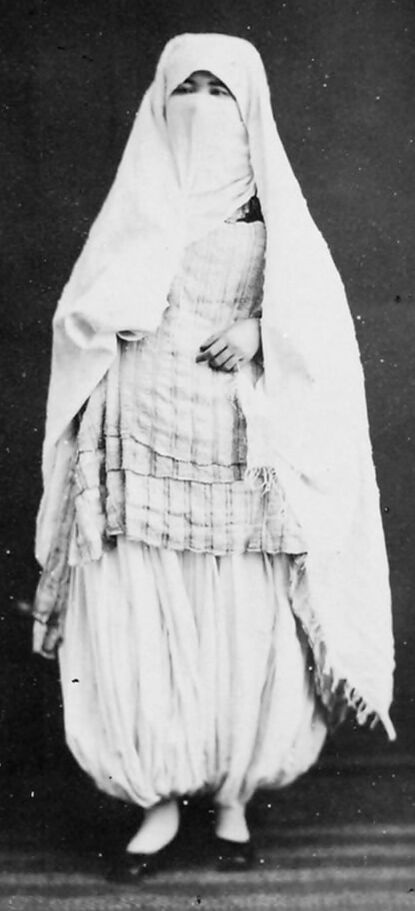
Mauresque d'Alger 1884.

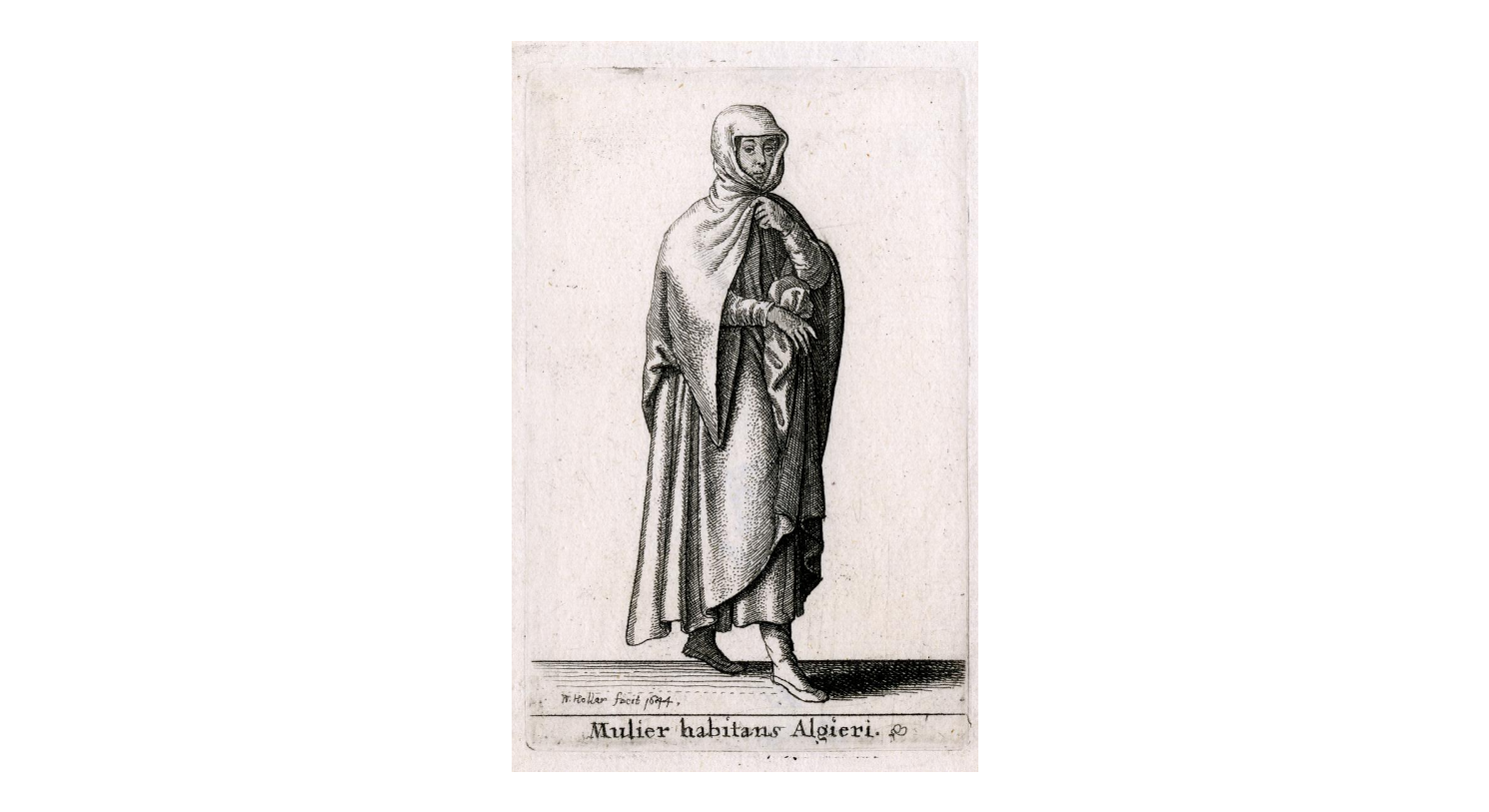
Gravure représentant une femme algérienne au XVIIe siècle.

Fabriqué à partir de tissu de laine, de soie ou de soie synthétique, le haïk réussit, en un laps de temps très court, à se répandre à travers de nombreuses régions de l'Algérie, mais son port fut adapté aux spécificités socioculturelles de la région d'adoption.
Parmi cette panoplie, un type de voile a connu un grand succès, auprès des femmes s'entend, au vu de son style de conception, la manière de le porter, ainsi que la qualité du tissu utilisé par les artisans. Il s'agit du haïk m'rama, apparu à la fin du XIXe siècle et qui fut porté par les femmes citadines d'Alger et sa banlieue. Ce type de voile est souvent associé à la beauté féminine et a inspiré nombre de poètes et de chanteurs chaâbi, qui lui dédièrent beaucoup de leurs œuvres.
En ce qui concerne la couleur, on remarque qu'il est d'un blanc immaculé à Alger, Tlemcen, Béjaïa et Oran, alors qu'à Constantine, il est noir, et cela en signe de deuil d’un bey décédé. En effet, les Constantinoises portent la m'laya en guise de haïk. En 1792, la m'laya, voile de couleur noir, fait son apparition pour faire le deuil de Salah Bey, Bey de Constantine. Ce vêtement fut par la suite en vogue dans la partie Est de l'Algérie.
Ce vêtement est également présent dans les autres régences ottomanes d'Afrique du Nord comme Tunis, ainsi qu’au Maroc, l'Algérie et le Maroc se disputant sa parenté.

### Un symbole des femmes dans la guerre d'indépendance
Durant la guerre d'indépendance algérienne, le haïk a fait un retour en force, les femmes le portant davantage afin de faire face à la propension des colons français à arrêter et fouiller les femmes. Le Front de libération nationale (FLN) encourage ainsi les femmes à se vêtir d'un haïk, facilitant la dissimulations d'armes, dans un but tactique. Les colons français ont ensuite agressé sexuellement de nombreuses femmes innocentes vêtues de la sorte[évasif].
Le port du haïk, tenue modeste et très pudique, est également un symbole de la résistance féminine à la volonté de la France coloniale de De Gaulle de dévêtir les femmes musulmanes et de les éloigner du conservatisme religieux[non neutre].

## Dans la culture populaire
Le haïk est immortalisé dans le célèbre film La Bataille d'Alger (1966) dans lequel Gillo Pontecorvo restitue le rôle central de ce vêtement dans la résistance des femmes algériennes à la colonisation française,,.

## Étymologie
Le mot est emprunté à l'arabe maghrébin hayk qui provient du verbe arabe hâka qui signifie « tisser ». D'abord employé sous la forme francisée heque (1654), il connaît de nombreuses variantes hayque (1667), alhaique (1670), eque (1670), haïque (1683), hayc (1686). Le mot haïk sera d'abord féminin (1725) et se fixe au masculin en 1830.
Un Espagnol au XVIIe siècle, Diego de Haedo, le cite à propos des femmes d'Alger dans son ouvrage Topographia de Argel (Topographie d'Alger). Il décrit ainsi les Algéroises :

« Quand elles sortent de chez elles, elles mettent des manteaux blancs, très déliés, en laine fine ou tissus de laine et soie.
C'est tout un art que de porter le haïk :
Les femmes s'entortillent dans ces manteaux, en attachant un bout sur la poitrine avec des agrafes ou de grandes épingles d'argent doré, elles jettent le corps du manteau sur les épaules et sur la tête, et de l'autre bout, celui de dessous, elles couvrent le bras droit. »

En Algérie, le Haïk blanc est toujours porté quotidiennement (surtout les femmes âgées et dans les villes de l'intérieur).
En Tunisie, le sefseri, une variante tunisienne du haïk composée d'une seule pièce de tissu ne couvrant pas le visage, a été pratiquement abandonné. Toutefois il est encore parfois traditionnellement porté, en particulier par des femmes âgées.
Haïk est également un patronyme venant de ce même vêtement. Il désignait entre autres les tisserands. Il se compare donc aux noms de famille français Tessier ou Texier. 

## Galerie

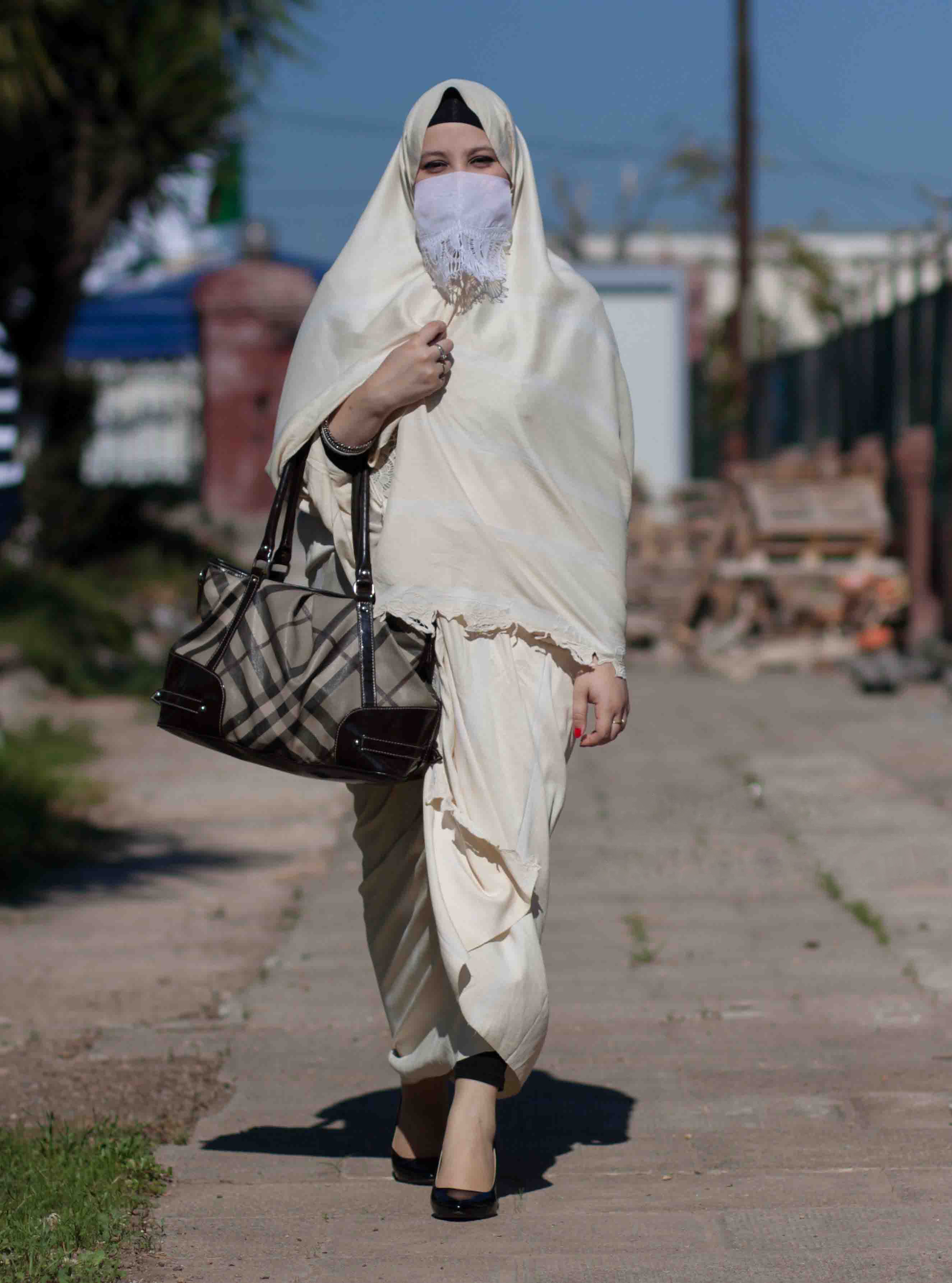
Alger
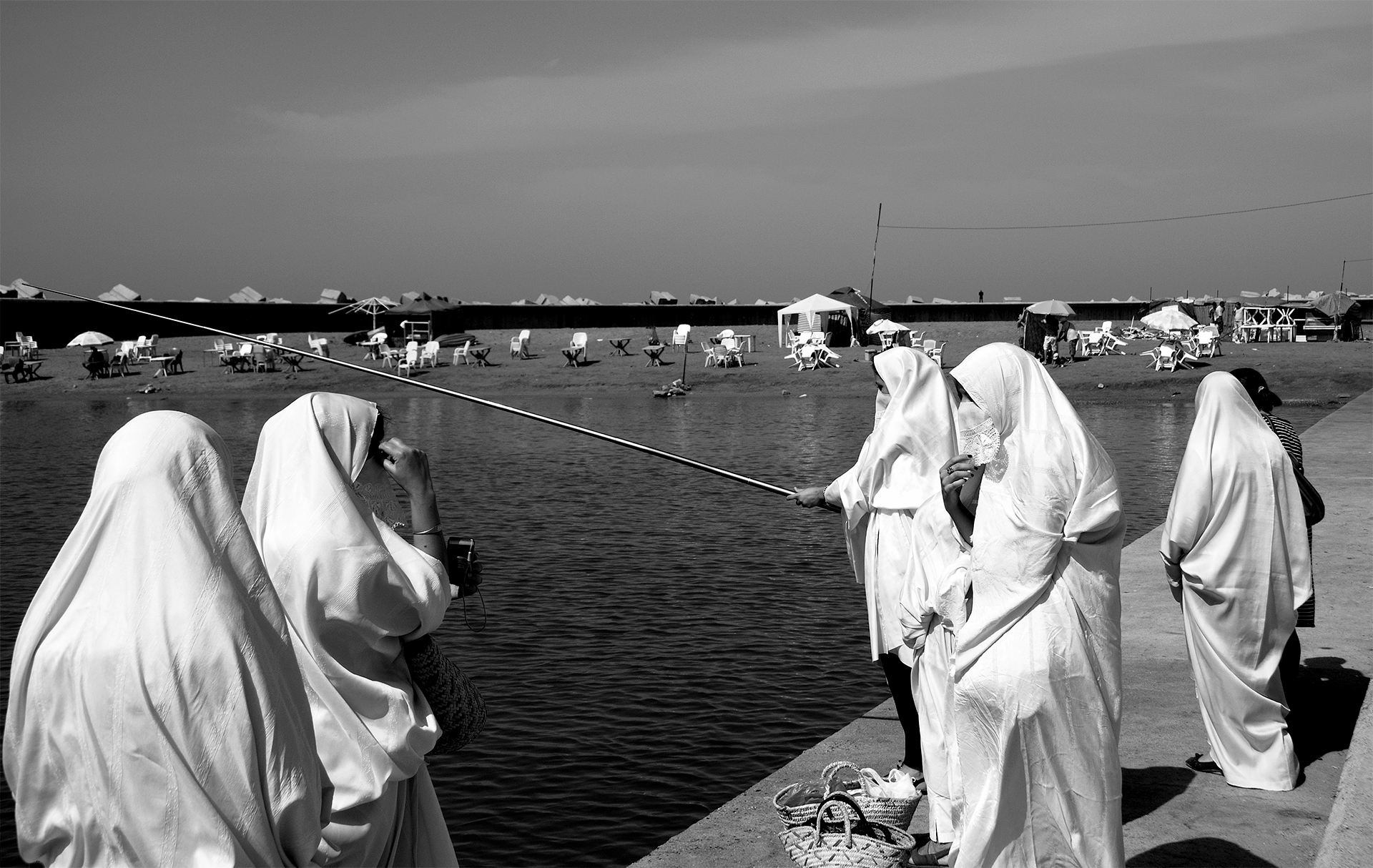
Femmes algériennes à la pêche
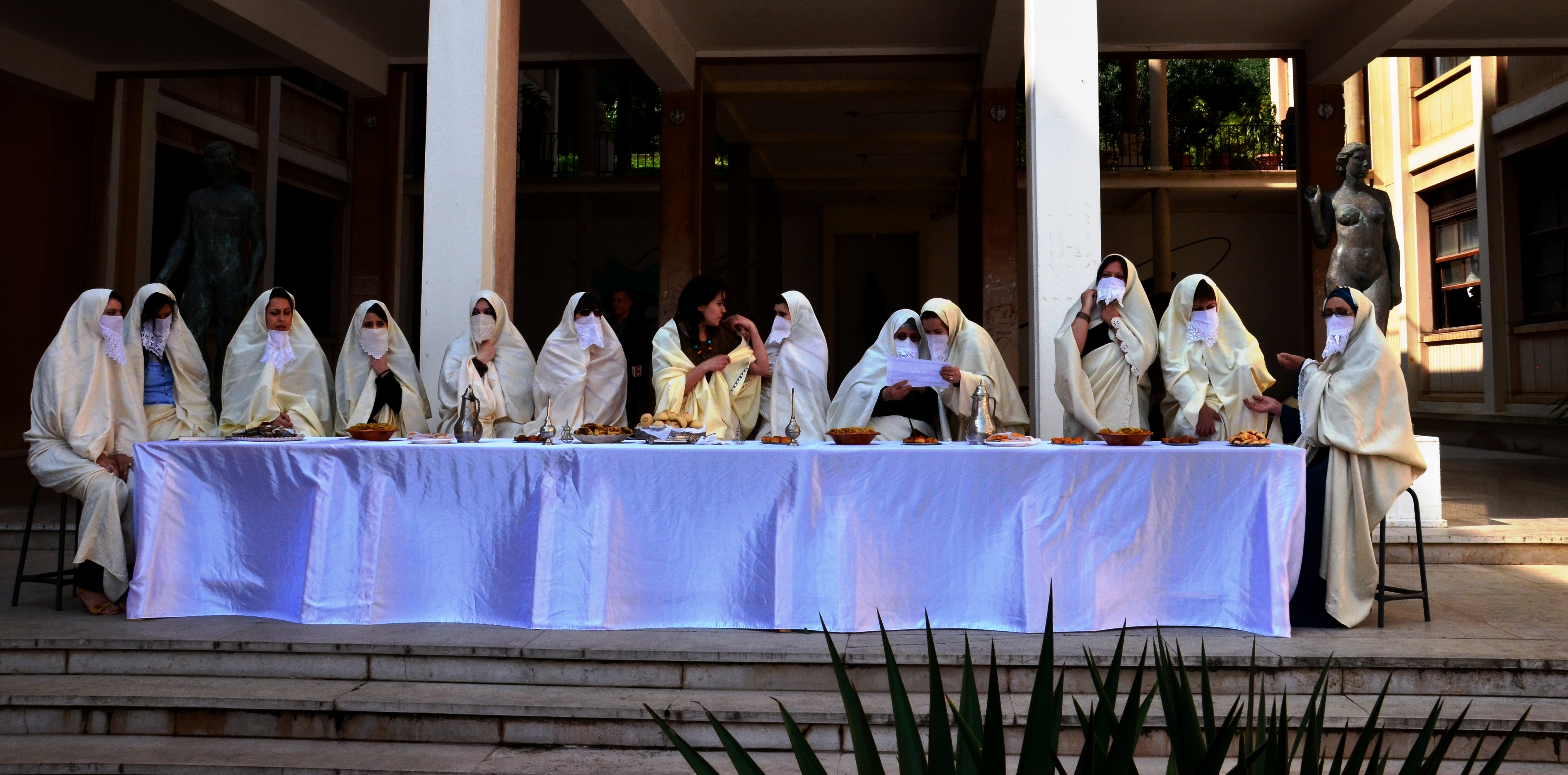
Interprétation de la Cène par des femmes en haïk.